# Скребцов Олександр Михайлович
Олександр Михайлович Скребцов (2 грудня 1924, хутір Зубівка, Бєлгородська область) — вчений-металург, доктор технічних наук, професор кафедри теорії металургійних процесів, академік Міжнародної Кадрової академії.
О. М. Скребцов отримав визнання в науці своїми новаторськими дослідженнями металургійних процесів за допомогою методу радіоактивних ізотопів на комбінаті «Азовсталь»  м. Маріуполь.

## Біографія
О. М. Скребцов народився 2 грудня 1924 р. в Ново-Оскольском районі Бєлгородської області (хутір Зубівка). У 1940 р. вся сім'я переїхала на проживання в  м. Маріуполь.
У 1941 р., після початку  німецько-радянської війни, сім'я повернулася на батьківщину — хутір Зубівка. У 1942 році закінчив 10-й клас, а в лютому 1943 р. був призваний до лав Радянської Армії. Навесні 1946 р. був демобілізований з армії.
У 1947 році поступив, а в 1953 році з відзнакою закінчив Московський інститут сталі і сплавів за спеціальністю «Фізика металів» і був направлений на металургійний комбінат «Азовсталь»  м. Маріуполь, де працював до 1965 р. в центральній заводської лабораторії інженером, старшим інженером, керівником дослідницької групи.
При ініціативної підтримки співробітників ЦНІІЧМ та за активної участі А. М. Скребцова на комбінаті «Азовсталь» в п'ятидесяті роки були виконані методом радіоактивних ізотопів перші роботи по найважливіших недостатньо вивченим питань сталеплавильного виробництва.
У цей час на комбінаті були проведені також великі дослідження з вивчення деяких сторін роботи доменних печей, поведінки в шахті шихтових матеріалів, зносу вогнетривів, напрямки руху газів в зрівнювальному газопроводі і т. д.
Було проведено дослідження формування зносу наварок подин мартенівських печей, що дозволило збільшити їх стійкість. Вивчено деформація металу при виготовленні рейок в прокатних валках, що дало можливість поліпшити їхній калібрування.
За всі ці роботи комбінат «Азовсталь» був нагороджений Дипломом I ступеня ВДНГ СРСР, а О. М. Скребцов — Малою золотою медаллю.
У 1961 р. Олександр Михайлович захистив дисертацію на здобуття наукового ступеня кандидата технічних наук по радіоізотопної тематиці під керівництвом професора, доктора хімічних наук А. А. Жуховицкого, а в 1973 р. — на здобуття наукового ступеня доктора технічних наук.
У 1963 р. у видавництві «Металургія» опублікована одна з перших монографій О. М. Скребцова по використанню радіоактивних ізотопів в металургійних дослідженнях. У 1965 р. вона була перевидана в Лондоні англійською мовою. Посилання на цю монографію зустрічаються в багатьох періодичних виданнях світу.
З 1965 р Олександр Михайлович пов'язав свою долю зі  Жданівським металургійним інститутом (нині — Приазовський державний технічний університет). До 1974 р. працював доцентом кафедри «Теорія металургійних процесів». У 1974 р. затверджений ВАК у званні професора цієї кафедри. У період 1975–1990 рр. завідував кафедрою ливарного виробництва чорних і кольорових металів. У цей період він доклав багато сил для організації лабораторії ливарного виробництва, її оснащення сучасним обладнанням, а також організації навчального процесу та його методичного забезпечення. У ці роки підготовка фахівців-ливарників була піднята на якісно новий рівень. За цей же час Скребцовим було підготовлено 8 кандидатів наук. З 1990 р. по теперішній час Олександр Михайлович працює професором кафедри (нині — кафедра «Теорія металургійних процесів» (ТМП)). Його основні лекційні курси: «Теоретичні основи ливарного виробництва» і «Затвердіння і властивості ливарних сплавів».
О. М. Скребцов має більш 480 наукових праць, у тому числі 10 монографій, 40 винаходів. Результати великого числа досліджень, виконаних під його керівництвом, були впроваджені у виробництво. Олександр Михайлович і сьогодні бере активну участь у житті університету: є членом спеціалізованої ради по захисту докторських і кандидатських дисертацій, редактором розділу «Металургія» збірника наукових праць «Вісник Приазовського державного технічного університету».

## Основні праці
- Скребцов А. М. Радиоактивные изотопы при исследовании мартеновского процесса / А.. Скребцов. - М. : Металлургиздат, 1963. - 137 с. посилання [Архівовано 5 березня 2016 у Wayback Machine.]
- Skrebtsov A. M. Radioisotope Study of the Open Heart Process (translated from Russian Radioactivnye isotopy pri issledovanii martenovskogo protsessa. Moskow, 1963) pp. XXV1+141. Heustrated London / A. M. Skrebtsov, D. H. Houseman // Journal of the Iron and Steel Institute. – 1966. – Vol. 204, part 2. – P. 188.
- Скребцов А. М. Радиоактивные изотопы в сталеплавильных процессах / А. М. Скребцов. - М. : Металлургия, 1972. - 304 с. посилання [Архівовано 4 березня 2016 у Wayback Machine.]
- Скребцов А. М. Исследование процессов формирования непрерывно-литого слитка с помощью радиоактивных изотопова / А. М. Скребцов, Д. А. Дюдкин // Электрометаллургия. – 2011. – № 9. – С. 30–34.
- Скребцов А. М. Об исследованиях механизма модифицирования чугуна методом радиоизотопов / А. М. Скребцов // Литейное производство. – 1982. – № 2. – С. 4–5.
- Скребцов А. М. О периодическом распределении примесей по радиусу слитка стали / А. М. Скребцов // Процессы литья. – 1994. – № 3. – С 16–23.
- Скребцов А. М. Поведение кластеров металлического расплава при его нагреве до высоких температур / А. М. Скребцов // Научные проблемы современной металлургии : сб. науч. тр., посвящ. 100-летию со дня рождения К. Н. Соколова / ПГТУ. – Мариуполь, 2007. – С. 35–55.
- Influence of the cooling rate on the restructuring of metal melt / A. M. Skrebtsov, G. A. Ivanov, Yu. D. Kuz‘min, E. G. Bozhkova // Steel in Translaion. – 2009. – Vol. 39, N 1. – P. 1–3.
- Скребцов А. М. Особенности структурных превращений металлических расплавов в интервале температур ликвидус-кипения / А. М. Скребцов // Сталь. – 2010. – № 10. – С. 14–19.
- Скребцов А. М. Оптимальные температуры нагрева жидкого металла в плавильных агрегатах. Две (!) температуры сплавов на основе железа / А. М. Скребцов // Процессы литья. – 2011. – № 1 (85). – С. 3–9.